# Xã Vermillion, Quận Clay, Nam Dakota
Xã Vermillion (tiếng Anh: Vermillion Township) là một xã thuộc quận Clay, tiểu bang Nam Dakota, Hoa Kỳ. Năm 2010, dân số của xã này là 433 người.